# Top Teams Cup 2002-2003 (femminile)
La Top Teams Cup di pallavolo femminile 2002-2003 è stata la 24ª edizione del secondo torneo pallavolistico europeo per club; iniziata a partire dall'8 novembre 2002, si è conclusa con la final-four di Berna, in Svizzera, il 9 marzo 2003. Alla competizione hanno partecipato 36 squadre e la vittoria finale è andata per la prima volta al Racing Club Villebon 91.

## Regolamento
Il torneo si è aperto con una fase preliminare a gironi in cui le squadre hanno dato vita a triangolari e quadrangolari con sfide all'italiana a turno unico, assegnando 2 punti alla squadra vincente e 1 a quella perdente. Le vincitrici dei gironi preliminari (quelle in possesso di miglior quoziente set in caso di arrivo a parità di punteggio fra due o più squadre) e le teste di serie hanno disputato un secondo girone all'italiana a doppio turno; le prime due di ogni girone (sempre secondo il regolamento di cui alla prima fase) si sono poi scontrate in un turno di quarti di finale strutturati su gare di andata e ritorno, le cui vincitrici (valutando, in caso di una vittoria a testa, prima il quoziente set e poi il quoziente punti) hanno avuto accesso alla Final Four.

## Squadre partecipanti
| - Aalborg - Slávia Bratislava - Kovrovschik Brest - Královo Pole - Câmara de Lobos - Dresdner - Teuta - Uraločka - Anorthōsīs | - ŽOK Polo Kalesija - Katrineholms VK - Asteríx Kieldrecht - ZAON - Hapoël Kiryat Ata - Köniz - AEL Limassol - Longa'59 - Castêlo da Maia | - HIT Nova Gorica - Mamer - Branik - DHG Odense - Dynamo-Dženestra - Pollux - Panellīnios - Piatra Neamț - Petrom Ploieşti | - Speks-R RIGA - Schwechat Post - Schweriner - Kanti - Kometal Student - Dinamo Tirana - Datovoc Tongeren - Jelovica Tuzla - Villebon |

## Torneo

### Turno di qualificazione
| Torneo 1          | Torneo 2        | Torneo 3           | Torneo 4        | Torneo 5          | Torneo 6        | Torneo 7       |
| ----------------- | --------------- | ------------------ | --------------- | ----------------- | --------------- | -------------- |
| Teuta             | Panellīnios     | Asteríx Kieldrecht | Královo Pole    | Slávia Bratislava | Aalborg         | Anorthōsīs     |
| ŽOK Polo Kalesija | Longa'59        | ZAON               | Câmara de Lobos | Kovrovschik Brest | Dresdner        | Piatra Neamț   |
| DHG Odense        | HIT Nova Gorica | Hapoël Kiryat Ata  | Katrineholms VK | Uraločka          | AEL Limassol    | Speks-R RIGA   |
|                   | Dinamo Tirana   | Petrom Ploieşti    | Mamer           | Kanti             | Kometal Student | Jelovica Tuzla |

#### Torneo 1 - Durazzo

##### Risultati
| 8 novembre 2002 Durazzo Durata: n.d. - Spettatori: 500   | ŽOK Polo Kalesija | 1 - 3 | DHG Odense        | 25-23, 26-28, 16-25, 18-25        |
| 9 novembre 2002 Durazzo Durata: n.d. - Spettatori: 1 000 | Teuta             | 2 - 3 | ŽOK Polo Kalesija | 22-25, 25-21, 25-16, 14-25, 14-16 |
| 10 novembre 2002 Durazzo Durata: n.d. - Spettatori: 800  | DHG Odense        | 0 - 3 | Teuta             | 23-25, 20-25, 14-25               |

##### Classifica
| Pos | Squadra           | Pt | G | V | P | SV | SP | Ratio | PF  | PS  | Ratio |
| --- | ----------------- | -- | - | - | - | -- | -- | ----- | --- | --- | ----- |
| 1   | Teuta             | 3  | 2 | 1 | 1 | 5  | 3  | 1.667 | 175 | 160 | 1.094 |
| 2   | ŽOK Polo Kalesija | 3  | 2 | 1 | 1 | 4  | 5  | 0.800 | 188 | 201 | 0.935 |
| 3   | DHG Odense        | 3  | 2 | 1 | 1 | 3  | 4  | 0.750 | 158 | 160 | 0.988 |

#### Torneo 2 - Lichtenvoorde

##### Risultati
| 8 novembre 2002 Lichtenvoorde Durata: n.d. - Spettatori: 250    | Panellīnios     | 3 - 1 | HIT Nova Gorica | 25-15, 25-21, 21-25, 25-12 |
| 8 novembre 2002 Lichtenvoorde Durata: n.d. - Spettatori: 500    | Longa'59        | 3 - 0 | Dinamo Tirana   | 25-20, 25-20, 25-12        |
| 9 novembre 2002 Lichtenvoorde Durata: n.d. - Spettatori: 200    | Dinamo Tirana   | 3 - 0 | HIT Nova Gorica | 25-23, 25-19, 25-23        |
| 9 novembre 2002 Lichtenvoorde Durata: n.d. - Spettatori: 1 000  | Longa'59        | 3 - 1 | Panellīnios     | 15-25, 25-15, 25-18, 25-23 |
| 10 novembre 2002 Lichtenvoorde Durata: n.d. - Spettatori: 450   | Dinamo Tirana   | 0 - 3 | Panellīnios     | 21-25, 12-25, 13-25        |
| 10 novembre 2002 Lichtenvoorde Durata: n.d. - Spettatori: 1 250 | HIT Nova Gorica | 3 - 0 | Longa'59        | 25-23, 25-17, 25-18        |

##### Classifica
| Pos | Squadra         | Pt | G | V | P | SV | SP | Ratio | PF  | PS  | Ratio |
| --- | --------------- | -- | - | - | - | -- | -- | ----- | --- | --- | ----- |
| 1   | Panellīnios     | 5  | 3 | 2 | 1 | 7  | 4  | 1.750 | 252 | 209 | 1.206 |
| 2   | Longa'59        | 5  | 3 | 2 | 1 | 6  | 4  | 1.500 | 223 | 208 | 1.072 |
| 3   | HIT Nova Gorica | 4  | 3 | 1 | 2 | 4  | 6  | 0.667 | 213 | 229 | 0.930 |
| 4   | Dinamo Tirana   | 4  | 3 | 1 | 2 | 3  | 6  | 0.500 | 173 | 215 | 0.805 |

#### Torneo 3 - Kieldrecht

##### Risultati
| 8 novembre 2002 Kieldrecht Durata: n.d. - Spettatori: n.d.  | ZAON               | 0 - 3 | Petrom Ploieşti    | 13-25, 19-25, 23-25        |
| 8 novembre 2002 Kieldrecht Durata: n.d. - Spettatori: 650   | Asteríx Kieldrecht | 3 - 0 | Hapoël Kiryat Ata  | 25-9, 25-19, 25-13         |
| 9 novembre 2002 Kieldrecht Durata: n.d. - Spettatori: 60    | ZAON               | 0 - 3 | Hapoël Kiryat Ata  | 17-25, 17-25, 15-25        |
| 9 novembre 2002 Kieldrecht Durata: n.d. - Spettatori: 1 200 | Petrom Ploieşti    | 1 - 3 | Asteríx Kieldrecht | 25-22, 23-25, 23-25, 19-25 |
| 10 novembre 2002 Kieldrecht Durata: n.d. - Spettatori: 60   | Hapoël Kiryat Ata  | 0 - 3 | Petrom Ploieşti    | 18-25, 20-25, 26-28        |
| 10 novembre 2002 Kieldrecht Durata: n.d. - Spettatori: 600  | Asteríx Kieldrecht | 3 - 0 | ZAON               | 25-8, 25-10, 28-19         |

##### Classifica
| Pos | Squadra            | Pt | G | V | P | SV | SP | Ratio | PF  | PS  | Ratio |
| --- | ------------------ | -- | - | - | - | -- | -- | ----- | --- | --- | ----- |
| 1   | Asteríx Kieldrecht | 6  | 3 | 3 | 0 | 9  | 1  | 9.000 | 250 | 168 | 1.488 |
| 2   | Petrom Ploieşti    | 5  | 3 | 2 | 1 | 7  | 3  | 2.333 | 243 | 216 | 1.125 |
| 3   | Hapoël Kiryat Ata  | 4  | 3 | 1 | 2 | 3  | 6  | 0.500 | 180 | 202 | 0.891 |
| 4   | ZAON               | 3  | 3 | 0 | 3 | 0  | 9  | 0.000 | 141 | 228 | 0.618 |

#### Torneo 4 - Brno

##### Risultati
| 8 novembre 2002 Brno Durata: n.d. - Spettatori: 300  | Katrineholms VK | 3 - 0 | Mamer           | 25-13, 25-22, 25-14 |
| 8 novembre 2002 Brno Durata: n.d. - Spettatori: 350  | Královo Pole    | 3 - 0 | Câmara de Lobos | 25-14, 25-12, 25-11 |
| 9 novembre 2002 Brno Durata: n.d. - Spettatori: 200  | Mamer           | 3 - 0 | Câmara de Lobos | 25-12, 25-14, 25-19 |
| 9 novembre 2002 Brno Durata: n.d. - Spettatori: 500  | Katrineholms VK | 0 - 3 | Královo Pole    | 16-25, 13-25, 13-25 |
| 10 novembre 2002 Brno Durata: n.d. - Spettatori: 200 | Câmara de Lobos | 0 - 3 | Katrineholms VK | 19-25, 11-25, 23-25 |
| 10 novembre 2002 Brno Durata: n.d. - Spettatori: 400 | Královo Pole    | 3 - 0 | Mamer           | 25-19, 25-19, 25-13 |

##### Classifica
| Pos | Squadra         | Pt | G | V | P | SV | SP | Ratio | PF  | PS  | Ratio |
| --- | --------------- | -- | - | - | - | -- | -- | ----- | --- | --- | ----- |
| 1   | Královo Pole    | 6  | 3 | 3 | 0 | 9  | 0  | MAX   | 225 | 130 | 1.731 |
| 2   | Katrineholms VK | 5  | 3 | 2 | 1 | 6  | 3  | 2.000 | 192 | 177 | 1.085 |
| 3   | Mamer           | 4  | 3 | 1 | 2 | 3  | 6  | 0.500 | 175 | 195 | 0.897 |
| 4   | Câmara de Lobos | 3  | 3 | 0 | 3 | 0  | 9  | 0.000 | 135 | 225 | 0.600 |

#### Torneo 5 - Bratislava

##### Risultati
| 8 novembre 2002 Bratislava Durata: n.d. - Spettatori: 250  | Kovrovschik Brest | 3 - 0 | Uraločka          | 25-22, 25-20, 25-21               |
| 8 novembre 2002 Bratislava Durata: n.d. - Spettatori: 500  | Slávia Bratislava | 3 - 0 | Kanti             | 25-16, 25-23, 25-16               |
| 9 novembre 2002 Bratislava Durata: n.d. - Spettatori: 150  | Kanti             | 0 - 3 | Uraločka          | 15-25, 22-25, 22-25               |
| 9 novembre 2002 Bratislava Durata: n.d. - Spettatori: 500  | Slávia Bratislava | 3 - 1 | Kovrovschik Brest | 25-13, 25-13, 19-25, 25-22        |
| 10 novembre 2002 Bratislava Durata: n.d. - Spettatori: 100 | Kanti             | 2 - 3 | Kovrovschik Brest | 15-25, 30-28, 16-25, 25-22, 7-15  |
| 10 novembre 2002 Bratislava Durata: n.d. - Spettatori: 500 | Uraločka          | 3 - 2 | Slávia Bratislava | 24-26, 22-25, 25-22, 25-20, 17-15 |

##### Classifica
| Pos | Squadra           | Pt | G | V | P | SV | SP | Ratio | PF  | PS  | Ratio |
| --- | ----------------- | -- | - | - | - | -- | -- | ----- | --- | --- | ----- |
| 1   | Slávia Bratislava | 5  | 3 | 2 | 1 | 8  | 4  | 2.000 | 277 | 241 | 1.149 |
| 2   | Kovrovschik Brest | 5  | 3 | 2 | 1 | 7  | 5  | 1.400 | 263 | 250 | 1.052 |
| 3   | Uraločka          | 5  | 3 | 2 | 1 | 6  | 5  | 1.200 | 251 | 242 | 1.037 |
| 4   | Kanti             | 3  | 3 | 0 | 3 | 2  | 9  | 0.222 | 207 | 265 | 0.781 |

#### Torneo 6 - Dresda

##### Risultati
| 8 novembre 2002 Dresda Durata: n.d. - Spettatori: 250  | Aalborg         | 0 - 3 | Kometal Student | 28-30, 23-25, 16-25 |
| 8 novembre 2002 Dresda Durata: n.d. - Spettatori: n.d. | AEL Limassol    | 0 - 3 | Dresdner        | 11-25, 11-25, 15-25 |
| 9 novembre 2002 Dresda Durata: n.d. - Spettatori: 150  | Kometal Student | 3 - 0 | AEL Limassol    | 25-12, 25-11, 25-20 |
| 9 novembre 2002 Dresda Durata: n.d. - Spettatori: 751  | Dresdner        | 3 - 0 | Aalborg         | 25-14, 25-13, 25-11 |
| 10 novembre 2002 Dresda Durata: n.d. - Spettatori: 370 | Aalborg         | 0 - 3 | AEL Limassol    | 22-25, 23-25, 23-25 |
| 10 novembre 2002 Dresda Durata: n.d. - Spettatori: 915 | Dresdner        | 3 - 0 | Kometal Student | 25-12, 25-22, 25-18 |

##### Classifica
| Pos | Squadra         | Pt | G | V | P | SV | SP | Ratio | PF  | PS  | Ratio |
| --- | --------------- | -- | - | - | - | -- | -- | ----- | --- | --- | ----- |
| 1   | Dresdner        | 6  | 3 | 3 | 0 | 9  | 0  | MAX   | 225 | 127 | 1.772 |
| 2   | Kometal Student | 5  | 3 | 2 | 1 | 6  | 3  | 2.000 | 207 | 185 | 1.119 |
| 3   | AEL Limassol    | 4  | 3 | 1 | 2 | 3  | 6  | 0.500 | 155 | 218 | 0.711 |
| 4   | Aalborg         | 3  | 3 | 0 | 3 | 0  | 9  | 0.000 | 173 | 230 | 0.752 |

#### Torneo 7 - Tuzla

##### Risultati
| 8 novembre 2002 Tuzla Durata: n.d. - Spettatori: 500  | Jelovica Tuzla | 0 - 3 | Piatra Neamț   | 15-25, 19-25, 20-25 |
| 8 novembre 2002 Tuzla Durata: n.d. - Spettatori: n.d. | Speks-R RIGA   | 3 - 0 | Anorthōsīs     | 27-25, 25-18, 25-11 |
| 9 novembre 2002 Tuzla Durata: n.d. - Spettatori: 550  | Jelovica Tuzla | 3 - 0 | Speks-R RIGA   | 25-14, 25-20, 25-23 |
| 9 novembre 2002 Tuzla Durata: n.d. - Spettatori: 250  | Piatra Neamț   | 3 - 0 | Anorthōsīs     | 25-12, 25-20, 25-13 |
| 10 novembre 2002 Tuzla Durata: n.d. - Spettatori: 350 | Speks-R RIGA   | 0 - 3 | Piatra Neamț   | 9-25, 23-25, 22-25  |
| 10 novembre 2002 Tuzla Durata: n.d. - Spettatori: 850 | Anorthōsīs     | 0 - 3 | Jelovica Tuzla | 14-25, 26-28, 17-25 |

##### Classifica
| Pos | Squadra        | Pt | G | V | P | SV | SP | Ratio | PF  | PS  | Ratio |
| --- | -------------- | -- | - | - | - | -- | -- | ----- | --- | --- | ----- |
| 1   | Piatra Neamț   | 6  | 3 | 3 | 0 | 9  | 0  | MAX   | 225 | 153 | 1.471 |
| 2   | Jelovica Tuzla | 5  | 3 | 2 | 1 | 6  | 3  | 2.000 | 207 | 189 | 1.095 |
| 3   | Speks-R RIGA   | 4  | 3 | 1 | 2 | 3  | 6  | 0.500 | 188 | 204 | 0.922 |
| 4   | Anorthōsīs     | 3  | 3 | 0 | 3 | 0  | 9  | 0.000 | 156 | 230 | 0.678 |

### Fase principale
| Pool 1           | Pool 2            | Pool 3           | Pool 4             |
| ---------------- | ----------------- | ---------------- | ------------------ |
| Panellīnios      | Slávia Bratislava | Dresdner         | Teuta              |
| Dynamo-Dženestra | Královo Pole      | Köniz            | Asteríx Kieldrecht |
| Piatra Neamț     | Pollux            | Castêlo da Maia  | Branik             |
| Schweriner       | Schwechat Post    | Datovoc Tongeren | Villebon           |

#### Pool 1

##### Risultati
| 4 dicembre 2002 Durata: n.d. - Spettatori: 500    | Schweriner       | 3 - 0 | Dynamo-Dženestra | 25-23, 30-28, 25-18               |
| 4 dicembre 2002 Durata: n.d. - Spettatori: 300    | Panellīnios      | 3 - 1 | Piatra Neamț     | 25-17, 18-25, 25-19, 25-17        |
| 11 dicembre 2002 Durata: n.d. - Spettatori: 1 400 | Piatra Neamț     | 3 - 0 | Schweriner       | 25-18, 25-12, 25-18               |
| 11 dicembre 2002 Durata: n.d. - Spettatori: 1 000 | Dynamo-Dženestra | 3 - 2 | Panellīnios      | 22-25, 22-25, 27-25, 25-21, 15-10 |
| 18 dicembre 2002 Durata: n.d. - Spettatori: 400   | Schweriner       | 3 - 0 | Panellīnios      | 25-12, 25-17, 25-15               |
| 19 dicembre 2002 Durata: n.d. - Spettatori: 2 800 | Dynamo-Dženestra | 3 - 1 | Piatra Neamț     | 25-17, 25-20, 23-25, 25-23        |
| 8 gennaio 2003 Durata: n.d. - Spettatori: 1 000   | Piatra Neamț     | 3 - 1 | Dynamo-Dženestra | 25-23, 26-24, 23-25, 27-25        |
| 7 gennaio 2003 Durata: n.d. - Spettatori: 380     | Panellīnios      | 3 - 0 | Schweriner       | 26-24, 25-21, 33-31               |
| 15 gennaio 2003 Durata: n.d. - Spettatori: 300    | Panellīnios      | 2 - 3 | Dynamo-Dženestra | 33-31, 17-25, 18-25, 25-23, 11-15 |
| 15 gennaio 2003 Durata: n.d. - Spettatori: 500    | Schweriner       | 3 - 0 | Piatra Neamț     | 25-12, 25-17, 25-22               |
| 21 gennaio 2003 Durata: n.d. - Spettatori: n.d.   | Piatra Neamț     | 2 - 3 | Panellīnios      | 28-26, 24-26, 28-26, 17-25, 9-15  |
| 21 gennaio 2003 Durata: n.d. - Spettatori: 2 000  | Dynamo-Dženestra | 2 - 3 | Schweriner       | 25-21, 25-27, 25-16, 17-25, 12-15 |

##### Classifica
| Pos | Squadra          | Pt | G | V | P | SV | SP | Ratio | PF  | PS  | Ratio |
| --- | ---------------- | -- | - | - | - | -- | -- | ----- | --- | --- | ----- |
| 1   | Schweriner       | 10 | 6 | 4 | 2 | 12 | 8  | 1.500 | 458 | 427 | 1.073 |
| 2   | Panellīnios      | 9  | 6 | 3 | 3 | 13 | 12 | 1.083 | 549 | 565 | 0.972 |
| 3   | Dynamo-Dženestra | 9  | 6 | 3 | 3 | 12 | 14 | 0.857 | 598 | 580 | 1.031 |
| 4   | Piatra Neamț     | 8  | 6 | 2 | 4 | 10 | 13 | 0.769 | 496 | 529 | 0.938 |

#### Pool 2

##### Risultati
| 5 dicembre 2002 Durata: n.d. - Spettatori: n.d. | Schwechat Post    | 2 - 3 | Pollux            | 22-25, 22-25, 25-19, 25-22, 13-15 |
| 5 dicembre 2002 Durata: n.d. - Spettatori: 500  | Slávia Bratislava | 3 - 1 | Královo Pole      | 27-29, 25-20, 25-21, 25-20        |
| 10 dicembre 2002 Durata: n.d. - Spettatori: 400 | Královo Pole      | 1 - 3 | Schwechat Post    | 23-25, 25-19, 14-25, 23-25        |
| 11 dicembre 2002 Durata: n.d. - Spettatori: 400 | Pollux            | 3 - 1 | Slávia Bratislava | 25-18, 20-25, 25-20, 25-22        |
| 19 dicembre 2002 Durata: n.d. - Spettatori: 340 | Schwechat Post    | 3 - 1 | Slávia Bratislava | 25-22, 25-22, 23-25, 25-17        |
| 19 dicembre 2002 Durata: n.d. - Spettatori: 400 | Pollux            | 3 - 0 | Královo Pole      | 25-22, 25-23, 25-19               |
| 7 gennaio 2003 Durata: n.d. - Spettatori: 300   | Královo Pole      | 0 - 3 | Pollux            | 18-25, 21-25, 23-25               |
| 9 gennaio 2003 Durata: n.d. - Spettatori: 400   | Slávia Bratislava | 3 - 1 | Schwechat Post    | 25-20, 19-25, 25-19, 28-26        |
| 15 gennaio 2003 Durata: n.d. - Spettatori: 600  | Slávia Bratislava | 3 - 0 | Pollux            | 25-15, 25-21, 25-16               |
| 16 gennaio 2003 Durata: n.d. - Spettatori: 200  | Schwechat Post    | 3 - 1 | Královo Pole      | 25-19, 23-25, 25-21, 25-17        |
| 21 gennaio 2003 Durata: n.d. - Spettatori: 300  | Královo Pole      | 1 - 3 | Slávia Bratislava | 23-25, 13-25, 25-14, 24-26        |
| 21 gennaio 2003 Durata: n.d. - Spettatori: 600  | Pollux            | 3 - 2 | Schwechat Post    | 19-25, 25-15, 23-25, 25-7, 15-9   |

##### Classifica
| Pos | Squadra           | Pt | G | V | P | SV | SP | Ratio | PF  | PS  | Ratio |
| --- | ----------------- | -- | - | - | - | -- | -- | ----- | --- | --- | ----- |
| 1   | Pollux            | 11 | 6 | 5 | 1 | 15 | 8  | 1.875 | 510 | 474 | 1.076 |
| 2   | Slávia Bratislava | 10 | 6 | 4 | 2 | 14 | 9  | 1.556 | 535 | 510 | 1.049 |
| 3   | Schwechat Post    | 9  | 6 | 3 | 3 | 14 | 12 | 1.167 | 568 | 563 | 1.009 |
| 4   | Královo Pole      | 6  | 6 | 0 | 6 | 4  | 18 | 0.222 | 468 | 534 | 0.876 |

#### Pool 3

##### Risultati
| 5 dicembre 2002 Durata: n.d. - Spettatori: 250    | Castêlo da Maia  | 3 - 2 | Köniz            | 23-25, 25-21, 25-21, 23-25, 15-13 |
| 3 dicembre 2002 Durata: n.d. - Spettatori: 950    | Datovoc Tongeren | 3 - 0 | Dresdner         | 25-18, 25-15, 25-21               |
| 11 dicembre 2002 Durata: n.d. - Spettatori: 550   | Dresdner         | 2 - 3 | Castêlo da Maia  | 21-25, 24-26, 25-16, 25-19, 9-15  |
| 11 dicembre 2002 Durata: n.d. - Spettatori: 1 250 | Köniz            | 3 - 0 | Datovoc Tongeren | 25-20, 25-21, 25-14               |
| 18 dicembre 2002 Durata: n.d. - Spettatori: 250   | Castêlo da Maia  | 2 - 3 | Datovoc Tongeren | 20-25, 23-25, 25-22, 26-24, 14-16 |
| 18 dicembre 2002 Durata: n.d. - Spettatori: 1 400 | Köniz            | 3 - 0 | Dresdner         | 25-14, 25-22, 25-19               |
| 8 gennaio 2003 Durata: n.d. - Spettatori: 527     | Dresdner         | 1 - 3 | Köniz            | 23-25, 19-25, 25-17, 22-25        |
| 7 gennaio 2003 Durata: n.d. - Spettatori: 925     | Datovoc Tongeren | 3 - 0 | Castêlo da Maia  | 25-14, 25-14, 25-19               |
| 14 gennaio 2003 Durata: n.d. - Spettatori: n.d.   | Datovoc Tongeren | 3 - 2 | Köniz            | 22-25, 25-17, 25-21, 26-28, 15-13 |
| 16 gennaio 2003 Durata: n.d. - Spettatori: 400    | Castêlo da Maia  | 3 - 0 | Dresdner         | 25-17, 25-16, 25-21               |
| 21 gennaio 2003 Durata: n.d. - Spettatori: 350    | Dresdner         | 2 - 3 | Datovoc Tongeren | 25-18, 22-25, 25-22, 20-25, 13-15 |
| 21 gennaio 2003 Durata: n.d. - Spettatori: 1 400  | Köniz            | 3 - 1 | Castêlo da Maia  | 25-16, 22-25, 33-31, 25-15        |

##### Classifica
| Pos | Squadra          | Pt | G | V | P | SV | SP | Ratio | PF  | PS  | Ratio |
| --- | ---------------- | -- | - | - | - | -- | -- | ----- | --- | --- | ----- |
| 1   | Datovoc Tongeren | 11 | 6 | 5 | 1 | 15 | 9  | 1.667 | 535 | 493 | 1.085 |
| 2   | Köniz            | 10 | 6 | 4 | 2 | 16 | 8  | 2.000 | 556 | 510 | 1.090 |
| 3   | Castêlo da Maia  | 9  | 6 | 3 | 3 | 12 | 13 | 0.923 | 529 | 555 | 0.953 |
| 4   | Dresdner         | 6  | 6 | 0 | 6 | 5  | 18 | 0.278 | 461 | 523 | 0.881 |

#### Pool 4

##### Risultati
| 4 dicembre 2002 Durata: n.d. - Spettatori: 800  | Branik             | 0 - 3 | Asteríx Kieldrecht | 15-25, 16-25, 22-25               |
| 4 dicembre 2002 Durata: n.d. - Spettatori: 268  | Villebon           | 3 - 0 | Teuta              | 25-13, 25-15, 25-13               |
| 12 dicembre 2002 Durata: n.d. - Spettatori: 500 | Teuta              | 0 - 3 | Branik             | 18-25, 19-25, 11-25               |
| 11 dicembre 2002 Durata: n.d. - Spettatori: 550 | Asteríx Kieldrecht | 3 - 2 | Villebon           | 30-28, 25-27, 25-22, 22-25, 15-11 |
| 17 dicembre 2002 Durata: n.d. - Spettatori: 600 | Branik             | 0 - 3 | Villebon           | 14-25, 18-25, 9-25                |
| 18 dicembre 2002 Durata: n.d. - Spettatori: 680 | Asteríx Kieldrecht | 3 - 0 | Teuta              | 25-9, 25-7, 25-9                  |
| 8 gennaio 2003 Durata: n.d. - Spettatori: n.d.  | Teuta              | 0 - 3 | Asteríx Kieldrecht | 12-25, 20-25, 6-25                |
| 8 gennaio 2003 Durata: n.d. - Spettatori: n.d.  | Villebon           | 3 - 0 | Branik             | 25-20, 25-14, 25-13               |
| 15 gennaio 2003 Durata: n.d. - Spettatori: 300  | Villebon           | 3 - 1 | Asteríx Kieldrecht | 25-19, 25-20, 26-28, 25-23        |
| 15 gennaio 2003 Durata: n.d. - Spettatori: 400  | Branik             | 3 - 0 | Teuta              | 25-15, 25-13, 25-19               |
| 21 gennaio 2003 Durata: n.d. - Spettatori: 700  | Teuta              | 0 - 3 | Villebon           | 17-25, 14-25, 16-25               |
| 21 gennaio 2003 Durata: n.d. - Spettatori: 450  | Asteríx Kieldrecht | 3 - 0 | Branik             | 25-18, 25-12, 25-10               |

##### Classifica
| Pos | Squadra            | Pt | G | V | P | SV | SP | Ratio | PF  | PS  | Ratio |
| --- | ------------------ | -- | - | - | - | -- | -- | ----- | --- | --- | ----- |
| 1   | Villebon           | 11 | 6 | 5 | 1 | 17 | 4  | 4.250 | 514 | 383 | 1.342 |
| 2   | Asteríx Kieldrecht | 11 | 6 | 5 | 1 | 16 | 5  | 3.200 | 507 | 370 | 1.370 |
| 3   | Branik             | 8  | 6 | 2 | 4 | 6  | 12 | 0.500 | 331 | 395 | 0.838 |
| 4   | Teuta              | 6  | 6 | 0 | 6 | 0  | 18 | 0.000 | 246 | 450 | 0.547 |

### Quarti di finale

#### Andata
| 12 febbraio 2003 Durata: n.d. - Spettatori: 300 | Villebon           | 3 - 0 | Slávia Bratislava | 25-9, 25-16, 25-18                |
| 12 febbraio 2003 Durata: n.d. - Spettatori: 760 | Asteríx Kieldrecht | 1 - 3 | Pollux            | 25-18, 23-25, 19-25, 21-25        |
| 12 febbraio 2003 Durata: n.d. - Spettatori: 800 | Schweriner         | 3 - 2 | Köniz             | 17-25, 25-21, 22-25, 25-23, 15-12 |
| 12 febbraio 2003 Durata: n.d. - Spettatori: 950 | Datovoc Tongeren   | 3 - 0 | Panellīnios       | 25-20, 25-11, 25-23               |

#### Ritorno
| 19 febbraio 2003 Durata: n.d. - Spettatori: 600   | Slávia Bratislava | 1 - 3 | Villebon           | 21-25, 33-31, 16-25, 23-25       |
| 20 febbraio 2003 Durata: n.d. - Spettatori: 850   | Pollux            | 2 - 3 | Asteríx Kieldrecht | 25-14, 23-25, 17-25, 25-12, 7-15 |
| 19 febbraio 2003 Durata: n.d. - Spettatori: 1 500 | Köniz             | 3 - 0 | Schweriner         | 27-25, 25-19, 25-19              |
| 19 febbraio 2003 Durata: n.d. - Spettatori: 700   | Panellīnios       | 0 - 3 | Datovoc Tongeren   | 25-27, 12-25, 20-25              |

#### Squadre qualificate
| - Köniz - Pollux - Datovoc Tongeren - Villebon |

### Final Four
|  | Semifinali       | Semifinali       | Semifinali |       |          | Finale             | Finale             | Finale             |  |
|  |                  |                  |            |       |          |                    |                    |                    |  |
|  | Villebon         | Villebon         | 3          |       |          |                    |                    |                    |  |
|  | Villebon         | Villebon         | 3          |       |          |                    |                    |                    |  |
|  | Pollux           | Pollux           | 0          |       |          |                    |                    |                    |  |
|  | Pollux           | Pollux           | 0          |       | Villebon | Villebon           | 3                  |                    |  |
|  |                  |                  |            |       | Villebon | Villebon           | 3                  |                    |  |
|  |                  |                  | Köniz      | Köniz | 0        |                    |                    |                    |  |
|  | Köniz            | Köniz            | Köniz      | Köniz | 0        | 3                  |                    |                    |  |
|  | Köniz            | Köniz            |            |       |          | 3                  |                    |                    |  |
|  | Datovoc Tongeren | Datovoc Tongeren | 0          |       |          | Finale 3º/4º posto | Finale 3º/4º posto | Finale 3º/4º posto |  |
|  | Datovoc Tongeren | Datovoc Tongeren | 0          |       |          |                    |                    |                    |  |
|  |                  |                  |            |       |          |                    |                    |                    |  |
|  |                  |                  |            |       |          | Pollux             | Pollux             | 2                  |  |
|  |                  |                  |            |       |          | Pollux             | Pollux             | 2                  |  |
|  |                  |                  |            |       |          | Datovoc Tongeren   | Datovoc Tongeren   | 3                  |  |

#### Semifinali
| 8 marzo 2003 Berna Durata: n.d. - Spettatori: 2 300 | Villebon | 3 - 0 | Pollux           | 25-18, 28-26, 25-21 |
| 8 marzo 2003 Berna Durata: n.d. - Spettatori: 2 750 | Köniz    | 3 - 0 | Datovoc Tongeren | 25-23, 25-18, 25-14 |

#### Finale 3º posto
| 9 marzo 2003 Berna Durata: n.d. - Spettatori: n.d. | Pollux | 2 - 3 | Datovoc Tongeren | 25-17, 27-25, 23-25, 25-27, 6-15 |

#### Finale
| 9 marzo 2003 Berna Durata: n.d. - Spettatori: 3 300 | Villebon | 3 - 0 | Köniz | 25-18, 28-26, 25-21 |